# モラリスト (お笑いコンビ)
モラリストは、日本のお笑いコンビである。サンミュージックプロダクション所属。2011年解散。

## メンバー
- ろりこ（1986年4月16日 - ）
  - 北海道出身。本名非公表。
  - 身長149cm。血液型はA型。
  - モラリスト結成前までは、ピン芸人「ロリィタ族。」として活動。なお『エンタの神様』（日本テレビ）では「ZOXY DOLL」（ゾクシードール）の名前で出演していた。モラリスト結成後は「ろりこ」の名前で活動。

- 畑 雅文（はた まさふみ、1986年11月-）
  - 埼玉県出身。法政大学法学部法律学科卒。血液型はB型。
  - 学生時代は法政大学お笑いサークルHOSに入って活動。サークルの先輩にはマヂカルラブリーの村上がいた。
  - HOS時代にきたろうとさまぁ～ずの大竹一樹が司会の『カイブツ』（日本テレビ）に出演。
  - 第1回大学生お笑いアマチュア選手権大会「笑樂祭」で優勝。学費全額免除の特待生としてワタナベコメディスクールに入学。その後ワタナベエンターテインメントに「はた坊」の芸名で所属。ピン芸人として活動。
  - 2008年のお笑いホープ大賞では準決勝進出。
  - R-1ぐらんぷり2009では3回戦まで進出。
  - 解散後は㈱55visioに所属し、脚本家として活動。HOSやワタナベコメディスクールの関係者を自身の企画に出演させるなど芸人との親交も深い。
  - 漫画やゲームを原作とした2.5次元ミュージカルの他、乃木坂46、AKB48、劇団EXILEなどが出演するオリジナル作品を含め、数多くの舞台脚本を担当。
  - 2019年に『SCHOOL OF LOCK！』（TOKYO FM）内で放送された秋元康監修のラジオドラマ「きみのこえがききたい。」全51話と特別編の脚本を執筆。
  - 2021年4月に『カードファイト!! ヴァンガード overDress』(テレビ愛知・テレビ東京系列)でアニメ脚本に初参加。

## 来歴・概説
共にピン芸人として活動していた、ろりこ（旧芸名・ロリィタ族。）と畑雅文（旧芸名・はた坊）により、2009年9月結成。
これまでには漫才、コントとも演じている。ろりこは、結成当初はピン芸人時代から引き続きロリータ・ファッションを衣装として出演することも時々あった。
2011年1月17日に、初単独ライブ「ネクロフィリア」（下落合TACCS1179）を行った。
同年10月29日、解散トークライブを開催し、畑雅文が脚本家を目指すことを発表。コンビを解散した。

## 出演

### コンビでの出演
- BSブランチ（BS‐TBS）
- 新世紀ネタキング決定戦（TOKYO MX）- 2011年3月10日

### ろりこ
- ロリィタ族。#出演の節を参照。

### 畑雅文
- テレ遊びパフォー!（NHK総合テレビ）
- カイブツ（日本テレビ）- 2007年12月23日
- ゼロから始めるマンガ上達塾（日本BS放送）